# Hanna Klein (lekkoatletka)
Hanna Klein (ur. 6 kwietnia 1993 w Landau in der Pfalz) – niemiecka lekkoatletka specjalizująca się w biegach średnio- i biegach długodystansowych, złota medallistka halowych mistrzostw Europy w 2023, olimpijka.

## Osiągnięcia sportowe
Zajęła 7. miejsce w biegu na 1000 metrów na igrzyskach olimpijskich młodzieży w 2010 w Singapurze i 8. miejsce w biegu na 800 metrów na mistrzostwach Europy juniorów w 2011 w Tallinnie. Na młodzieżowych mistrzostwach Europy w 2015 w Tallinnie zajęła 8. miejsce w biegu na 1500 metrów. Zajęła 9. miejsce w biegu na 3000 metrów na halowych mistrzostwach Europy w 2017 w Belgradzie oraz 11. miejsce w biegu na 1500 metrów na mistrzostwach świata w 2017 w Londynie.
Zwyciężyła w biegu na 5000 metrów na uniwersjadzie w 2017 w Tajpej. Odpadła w eliminacjach biegu na 1500 metrów na halowych mistrzostwach świata w 2018 w Birmingham. Nie ukończyła biegu na 5000 metrów na mistrzostwach Europy w 2018 w Berlinie, a na mistrzostwach świata w 2019 w Dosze odpadła w eliminacjach tej konkurencji.
Zdobyła brązowy medal w biegu na 1500 metrów na halowych mistrzostwach Europy w 2021 w Toruniu, przegrywając jedynie z Elise Vanderelst z Belgii i Holly Archer z Wielkiej Brytanii. Odpadła w eliminacjach tej konkurencji na igrzyskach olimpijskich w 2020 w Tokio. Zajęła 11. miejsce w biegu na 3000 metrów na halowych mistrzostwach świata w 2022 w Belgradzie. Odpadła w półfinale biegu na 1500 metrów na mistrzostwach świata w 2022 w Eugene.
Zdobyła złoty medal w biegu na 3000 metrów na halowych mistrzostwach Europy w 2023 w Stambule, wyprzedzając swą rodaczkę Konstanze Klosterhalfen i Melissę Courtney-Bryant z Wielkiej Brytanii.
Zdobyła mistrzostwo Niemiec w biegu na 1500 metrów w latach 2020–2022, w biegu na 5000 metrów w 2018 i w biegu na 10 kilometrów w 2021, wicemistrzostwo w biegu na 5000 metrów w 2017 i brązowy medal w biegu na 1500 metrów w 2015. W hali była mistrzynią Niemiec w biegu na 1500 metrów w 2019 i 2010 oraz w biegu na 3000 metrów w latach 2020–2022.

## Rekordy życiowe
Rekordy życiowe Klein:
- bieg na 1500 metrów – 4:02,58 (12 czerwca 2021, Nicea)
- bieg na 1500 metrów (hala) – 4:06,23 (15 lutego 2023, Liévin)
- bieg na 3000 metrów – 8:45,00 (3 maja 2019, Doha)
- bieg na 3000 metrów (hala) – 8:35,87 (3 marca 2023, Stambuł)
- bieg na 5000 metrów – 14:51,71 (21 maja 2022, Birmingham)
- bieg na 10 kilometrów – 31:40 (31 października 2021, Uelzen)